# Claus Seebeck
Claus Seebeck (* 31. März 1974 in Bremerhaven) ist ein deutscher Politiker (CDU) und direkt gewählter Abgeordneter des 19. Niedersächsischen Landtags.

## Leben
Nach dem Erwerb der Mittleren Reife 1990 an einer Realschule in Bederkesa und dem Besuch der einjährigen Höheren Handelsschule an den Kaufmännischen Lehranstalten Bremerhaven absolvierte Seebeck von 1991 bis 1994 eine Ausbildung zum Koch. Von 1994 bis 1995 leistete er Grundwehrdienst bei der Marine der Bundeswehr. Im Anschluss arbeitete er als Koch im elterlichen Landgasthof in Flögeln, dessen Leitung er 2002 als selbständiger Gastronom übernahm. 2004 schloss er einen Lehrgang zum Ausbilder nach AEVO ab. Des Weiteren ist er Mitglied des Regionalausschusses der IHK Stade sowie Mitglied im Ausschuss des Wasserverbandes Wesermünde, Bad Bederkesa.
Claus Seebeck ist verheiratet und hat drei Kinder.

## Politik
Seebeck trat im November 2002 in die CDU ein. Im August 2020 wurde er zum Ersten Vorsitzenden des CDU-Stadtverbandes Geestland gewählt.
Von 2001 bis 2015 war er Mitglied im Gemeinderat, von 2009 bis 2011 stellvertretender Bürgermeister und von 2011 bis 2015 Bürgermeister der Gemeinde Flögeln. Von 2006 bis 2014 gehörte er dem Samtgemeinderat der Samtgemeinde Bederkesa an. Seit der Eingemeindung zur Stadt Geestland 2015 ist Seebeck Ortsrat und Ortsbürgermeister von Flögeln. Er ist seit 2015 Mitglied des Stadtrates in Geestland, Vorsitzender der CDU-Ratsfraktion und seit 2021 stellvertretender Bürgermeister der Stadt. Dem Kreistag des Landkreises Cuxhaven gehört er seit 2016 an; von 2016 bis 2021 war er Mitglied des Regionalplanungsausschusses.
Bei der Landtagswahl in Niedersachsen 2022 gewann Seebeck das Direktmandat im Wahlkreis 57 (Geestland) mit 40,8 % der Erststimmen.